# Marta Nieto
Marta Nieto Martínez (Múrcia, 31 de janeiro de 1982) é uma atriz espanhola.
Conhecida por sua participação na série Hermanos y detectives, já trabalhou no Brasil, atuando na novela da Rede Globo, Flor do Caribe.

## Carreira

### Televisão
- Flor do Caribe[3]
- Ciega a citas[4]
- Cuéntame cómo pasó
- Hospital Central[5]
- Mar de plástico
- Los nuestros
- Frágiles
- Karabudjan
- Hermanos y detectives
- Los hombres de Paco
- Generación DF
- Mesa para cinco
- Motivos personales

### Cinema
- Combustión, 2013
- 8 citas, 2008
- Abuela notición, 2007
- Café solo o con ellas, 2007
- El camino de los ingleses, 2006
- Vida robada, 2006
- Películas para no dormir: La culpa, 2006
- Golpe maestro, 2004
- Terror global, 2003

### Teatro
- El Burlador de Sevilla, 2015
- Descansaremos, 2015